# Carlos Tagle
Carlos S. Tagle (Ciudad de Córdoba, 1840 - Buenos Aires, 1901) fue un abogado y político argentino del siglo XIX.

## Biografía
Carlos Tagle nace en Córdoba el 1 de enero de 1840. Cursa sus estudios en la Universidad de San Carlos, donde se gradúa de abogado. En Río Cuarto desempeña el cargo de juez del crimen. Pone un estudio en sociedad con Filemón Posse. Además de desempeñar funciones relacionadas con su profesión comienza una militancia política que le permite ocupar algunos cargos: diputado en la Legislatura, diputado nacional por tres periodos, y senador nacional. Siendo diputado se dedica al estudio de las finanzas y al sistema económico del país, motivo por el cual durante varios periodos es presidente de la Comisión de Presupuesto, y en el Senado de la Comisión de Hacienda junto a Jerónimo Cortés. En 1888 preside la Cámara de Diputados. La sesión ordinaria del 19 de agosto de 1889, muestra la participación de Tagle en la conformación de colonias de inmigrantes en la provincia de Córdoba “La comisión de Tierras Públicas aconseja la sanción de un proyecto de ley por el cual se aprueba la compra de tierras de parte del Poder Ejecutivo a Carlos Tagle con sus poblaciones y alambrados en la provincia de Córdoba (Río IV) para alambrar y entregar a inmigrantes agricultores de acuerdo a la ley de colonización”. En 1898 integra la Comisión que se encarga de estudiar la reforma constitucional “El Presidente nombra a los miembros que integrarán la Comisión encargada de estudiar la reforma de la Constitución. Los miembros elegidos son: Igarzabal, Gutiérrez, Pacheco, Zeballos, Ferreira Cortés, Tagle, Ayarragaray, Vedia y Guastavino”. Entre sus discursos se destaca uno que pronuncia en la Cámara de Senadores aconsejando la sanción de un proyecto de ley por el que se acordaba a la Universidad de Córdoba la adquisición de la estatua de Vélez Sársfield, discurso que resume de forma grandilocuente la figura del estadista cordobés. Fallece en Buenos Aires, el 3 de abril de 1901.
- Datos: Q29419675